# Conjunt d'habitatges plurifamiliars de la Caixa de Pensions
El Conjunt d'habitatges plurifamiliars de la Caixa de Pensions és un edifici de Girona que forma part de l'Inventari del Patrimoni Arquitectònic de Catalunya.

## Descripció
És un gran bloc d'habitatges de planta baixa i 6 pisos, en la part enrassada amb l'alineació del carrer. El carrer és d'obra vista i amb obertures enquadrades amb marcs sobresortits i balcons volats. Aquest nivell és el que es guarda a planta baixa on es retallen les obertures de les portes d'accés i botigues, amb un bon treball de forja), i de planta baixa i 7 pisos en els volums que es sobreposen a l'anterior part (com tribunes de pedra, on es retallen els balcons interiors i les finestres que flanquegen els anteriors. Aquests volums continuen pel damunt de l'obra vista per formar una terrassa en el punt d'unió dels anteriors i a l'endarrerir-se d'ella. La cantonada a la plaça es caracteritza amb una gran paret de pedra i amb relleus ceràmics de temes al·lusius a la Caixa i a la planta baixa, entre pilars, als oficis.

## Història
Fet al 1955.